# Svatojakubská cesta
Svatojakubská cesta nebo Cesta svatého Jakuba (španělsky Camino de Santiago) je název historické sítě dvanácti poutních cest, které vedou ke hrobu svatého Jakuba Staršího v katedrále v Santiagu de Compostela ve španělské Galicii. Trasy jsou značené moderním turistickým značením a většinou procházejí historickými poutními směry.

## Historie
Ve zdejší katedrále jsou podle legendární i písemně zaznamenané tradice uloženy ostatky svatého Jakuba, Kristova učedníka, jenž za svého života údajně kázal i v Hispánii. Po své mučednické smrti, patrně r. 44, byl pohřben v Jeruzalémě, ale později byly jeho ostatky – dle různých legend v různých dobách a různými způsoby – přeneseny do Španělska a konečně pohřbeny na tehdy pustém místě dnešního Santiaga. Místo bylo poté na několik staletí ztraceno, až byl hrob s pravděpodobnými ostatky sv. Jakuba znovu nalezen 25. července roku 813 (v dataci se ovšem prameny různí), kdy na něj podle legendy ukázaly jasně zářící hvězdy (proto název Santiago de Compostela, tj. „sv. Jakub v hvězdném poli“). Na místě Jakubova hrobu byl nejprve vystavěn prostý jednolodní kostel, jenž se poměrně brzy stal poutním místem (hrob z římské doby krytý mramorovou deskou i stavba nad ním jsou archeologicky doložené), a kolem něj vyrostlo město. Se vzrůstajícím významem byl kostel několikrát přestavován, poté byl při nájezdu Maurů v roce 997 zničen a v letech 1075–1150 byla na jeho místě vystavěna současná trojlodní bazilika.
První doložená pouť do Compostely se uskutečnila roku 951 (jiné zdroje 950) a vykonal ji francouzský biskup z Le Puy. Podél cesty byly postupně vztyčovány orientační kameny, kamenné kříže, boží muka a upravovány studánky. Vznikla radiální síť 12 poutních cest, vedoucích z Itálie, Francie i Portugalska. Dále při ní byly zřizovány kaple, kostely a kláštery, poskytující poutníkům azyl.
První manuál pro putující pochází již z 12. století, kdy jej pravděpodobně sepsal Aymeric Picaud, papežův sekretář, pod názvem Liber Sancti Jacobi. Rukopis obsahuje kázání, zprávy o zázracích a liturgické texty spojené s osobou svatého Jakuba. Dále se zde nacházejí také popis trasy, umělecká díla, která lze po cestě spatřit, a zvyky místních obyvatel.
Symbolem dlouhotrvající poutě se již ve středověku stala mušle hřebenatky, ať již skutečná, nebo vyobrazená na poutním odznaku, někdy proťatá dvěma poutnickými holemi, dále nádoba na vodu vyrobená z tykve, klobouk se širokou krempou proti slunci, pláštěnka se širokým límcem a poutní hůl z větve, s vyřezaným prstencem a kuličkou na konci rukojeti. Od roku 1987 je platný systém značení pomocí směrových značek se symbolem svatojakubské mušle a žlutých šipek.

## Současné poutnictví
Zájem o svatojakubskou pouť začal prudce vzrůstat od konce 80. let 20. století, k čemuž přispěla pouť papeže Jana Pavla II. v r. 1982 a následně i fakt, že roku 1993 byla svatojakubská cesta zapsána na seznam světového dědictví UNESCO a její nové značení bylo podpořeno grantem Evropské unie. Kancelář poutníků v Santiagu de Compostela vede podrobné statistiky o poutnících, kteří dorazí do města.

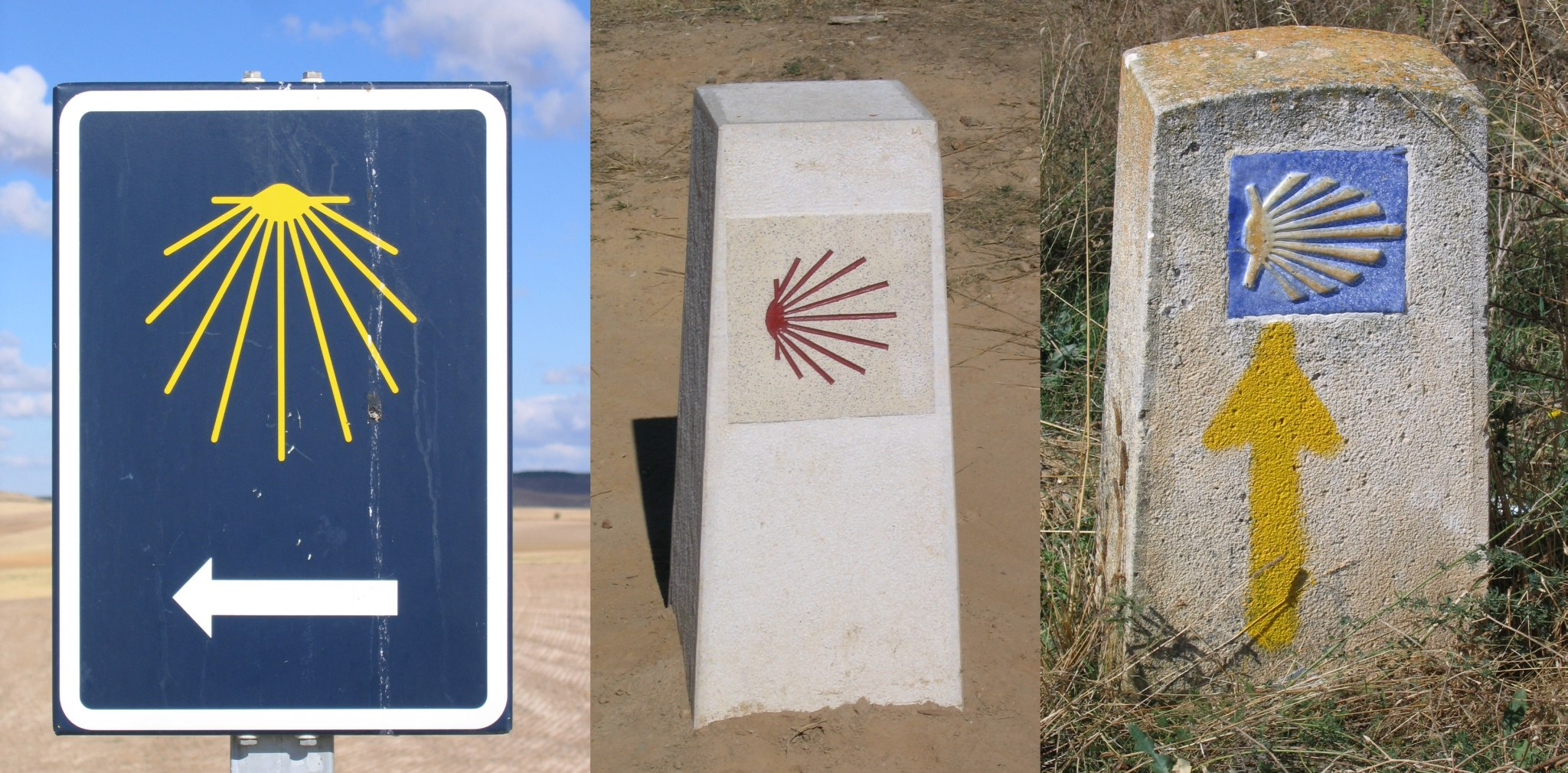
Několik typů značení Svatojakubské cesty ve Španělsku
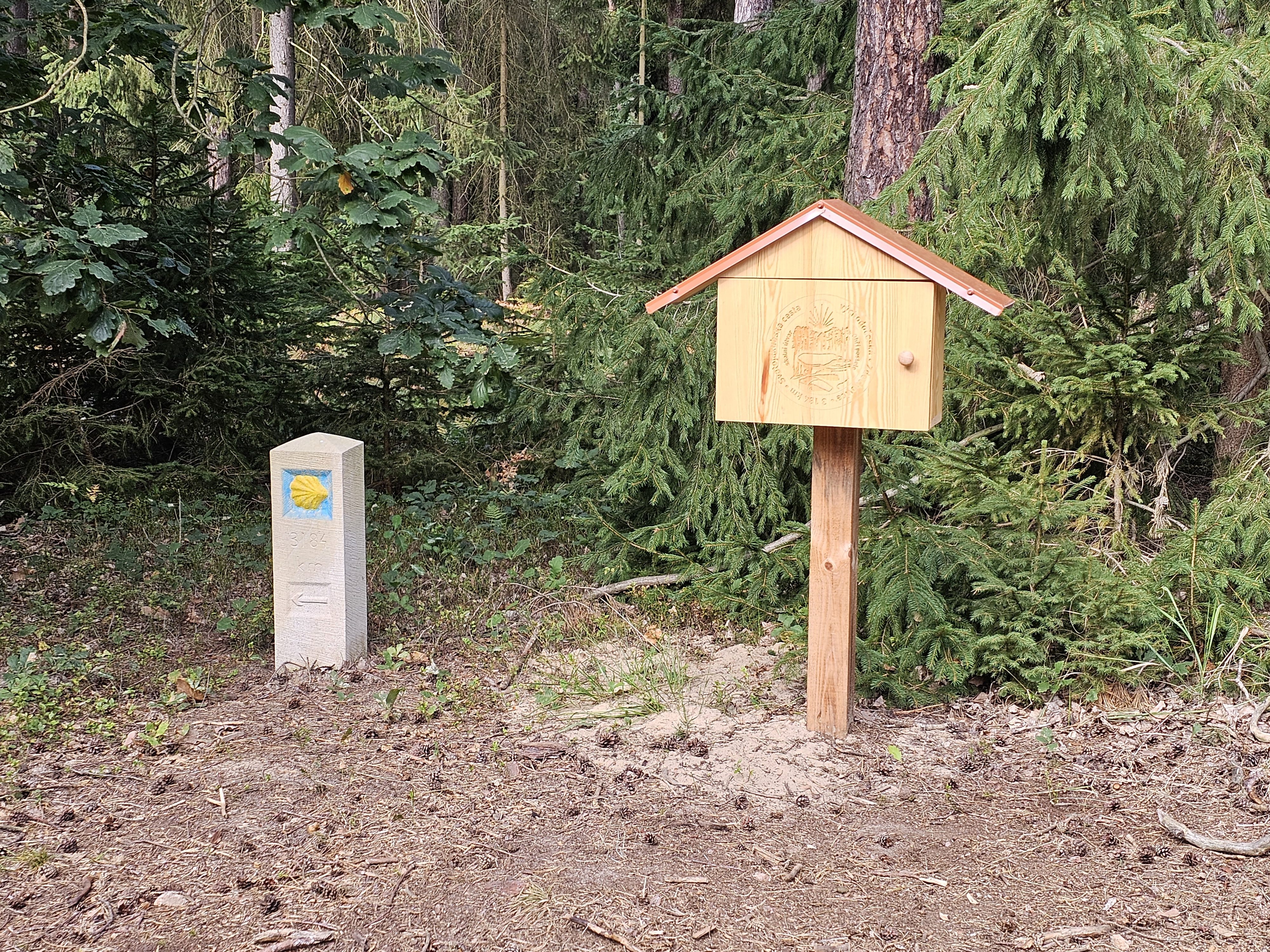
Milník svatojakubské cesty u Zdechovic v okrese Pardubice
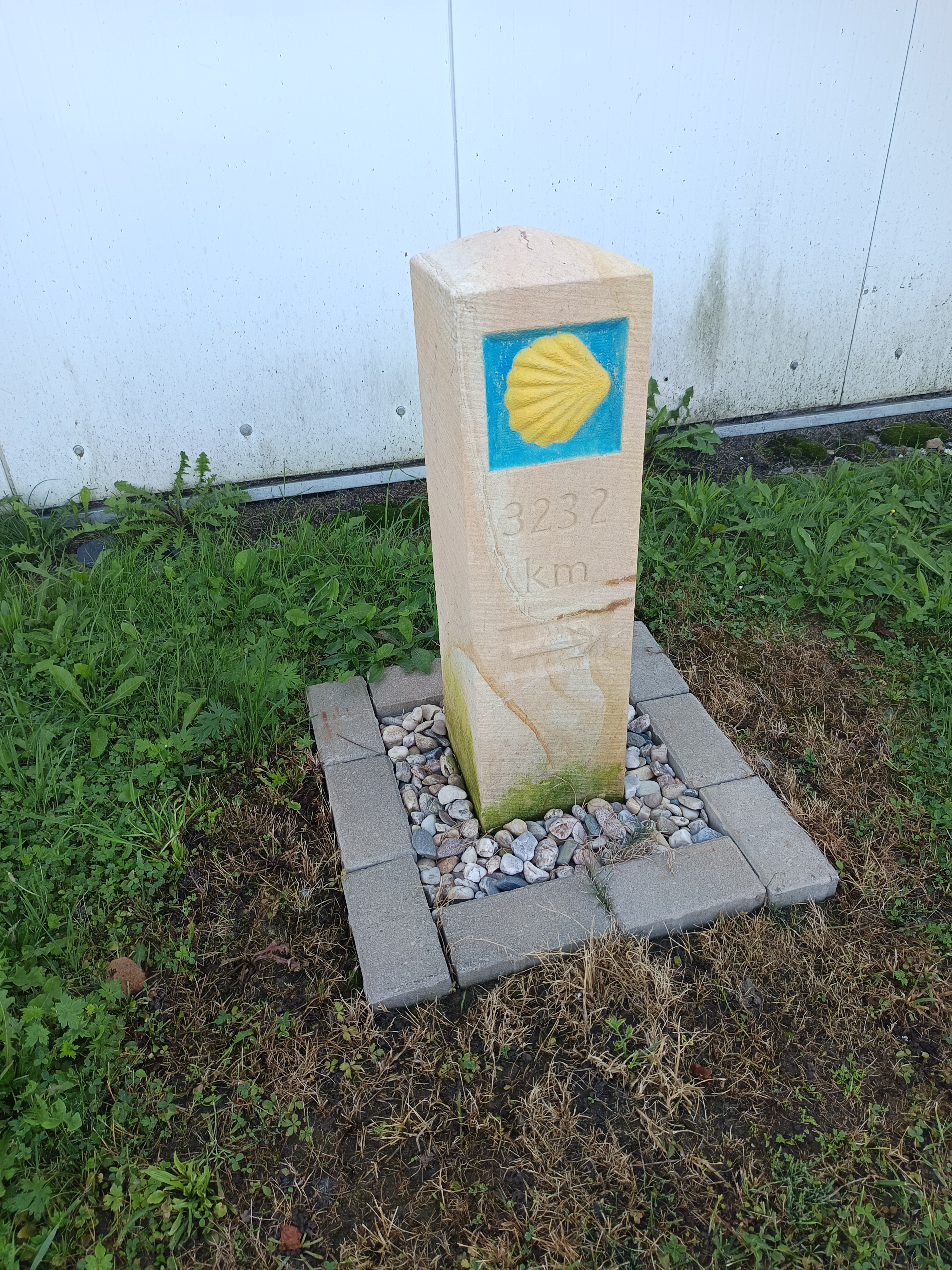
Mílník Svatojakubské cesty v Němčicích (okres Pardubice)

| Rok  | Poutníků |
| ---- | -------- |
| 1970 | 68       |
| 1971 | 4511     |
| 1972 | 67       |
| 1973 | 37       |
| 1974 | 108      |
| 1975 | 74       |
| 1976 | 2431     |
| 1977 | 31       |
| 1978 | 13       |
| 1979 | 231      |

| Rok  | Poutníků |
| ---- | -------- |
| 1980 | 209      |
| 1981 | 299      |
| 1982 | 1 8681   |
| 1983 | 146      |
| 1984 | 423      |
| 1985 | 690      |
| 1986 | 1 801    |
| 1987 | 2 905    |
| 1988 | 3 501    |
| 1989 | 5 760²   |

| Rok  | Poutníků |
| ---- | -------- |
| 1990 | 4 918    |
| 1991 | 7 274    |
| 1992 | 9 764    |
| 1993 | 99 4361  |
| 1994 | 15 863   |
| 1995 | 19 821   |
| 1996 | 23 218   |
| 1997 | 25 179   |
| 1998 | 30 126   |
| 1999 | 154 6131 |

| Rok  | Poutníků |
| ---- | -------- |
| 2000 | 55 004³  |
| 2001 | 61 418   |
| 2002 | 68 952   |
| 2003 | 74 614   |
| 2004 | 179 9441 |
| 2005 | 93 924   |
| 2006 | 100 377  |
| 2007 | 114 026  |
| 2008 | 125 133  |
| 2009 | 145 877  |

| Rok  | Poutníků |
| ---- | -------- |
| 2010 | 272 7031 |
| 2011 | 179 9194 |
| 2012 | 192 488  |
| 2013 | 215 880  |
| 2014 | 237 886  |
| 2015 | 262 458  |
| 2016 | 277 915  |
| 2017 | 301 036  |
| 2018 | 327 378  |
| 2019 | 347 578  |

| Rok  | Poutníků |
| ---- | -------- |
| 2019 | 347 578  |
| 2020 | 54 111   |
| 2021 | 178 9121 |
| 2022 | 437 5075 |
| 2023 | 446 035  |
| 2024 | 499 239  |

### Ubytování
Ve Španělsku, Portugalsku a ve Francii jsou odedávna zřízeny ubytovny pro poutníky, většinou noclehárny o 8-30 postelích/palandách, se sprchou, někdy s kuchyňkou a prádelnou. Poskytují nocleh pro oficiální poutníky mající poutní knížku s aktuálními daty a razítky, tzv. credencial. Ve Francii se tyto ubytovny nazývají nejčastěji „auberge“, ve Španělsku „albergue“, „refugio“, případně „bomberos“* v případě, že je provozují hasiči (* bomberos jsou španělsky hasiči, nikoli poutnická ubytovna – mívají obvykle k dispozici místnost k přespání, zpravidla v každé větší vesnici, což platí v ES i v P), v Portugalsku „alberge“. Většinou stojí ubytování od 5 do 10 € za noc,[zdroj?] některé z nich jsou soukromé a provozované za dobrovolný příspěvek. Většina ubytoven poskytuje přespání pouze na jednu noc a je otevřena jen do 8 nebo do 9 hodin ráno, odpoledne lze přijít po 13. hodině. Rozdělují se na obecní, církevní a soukromé. Obecní bývají velmi levné, církevních je velmi málo a jsou většinou za dobrovolný příspěvek, soukromé jsou komfortní a stojí od 10 do 20 €.[zdroj?] Kvalita ubytoven bývá úměrná ceně, ale není to pravidlo.[zdroj?] V Galicii patří většina ubytoven kraji nebo městu, s konstantní cenou 6 €.[zdroj?] Nemívají povlečení ani deky, proto si většina poutníků nosí vlastní spací pytel.[zdroj?]

### Motivace v postmoderní době
V postmoderní době se nemusí jednat nutně o pouť s náboženským obsahem či náboženskou motivací. Podle Religion News Service vykonalo camino jen asi 40 % poutníků z náboženských důvodů. Odborníci za tím spatřují vzrůst tzv. nenáboženské spirituality.

## Cesty a značení
Ve Španělsku, Portugalsku, Francii, Německu a Itálii trasy svatojakubské pouti většinou kopírují historické cesty (obcházejí pochopitelně dálnice a leckdy i průmyslové zóny), jsou značeny symbolem mušle a žlutou šipkou, posledních 100 km je v pravidelných vzdálenostech značeno také kamenným či betonovým patníkem s mušlí/sluncem na keramické dlaždici a se štítkem, na němž je číselný údaj – počet kilometrů a metrů do cíle.

## Dvanáct základních tras „Camino“
- Francouzská (790 km) – začíná v Saint-Jean-Pied-de-Port
- Pařížská (1000 km) – přes Orléans a Saint-Jean-Pied-de-Port, přidávají se k ní starodávné cesty ze Chartres a Soulacu
- Vézelayská (900 km) – vede z Vézelay, přidávají se k ní nizozemské cesty z Namuru z Maastrichtu
- z Le Puy – vede z Le Puy-en-Velay, připojují se k ní cesty ze Ženevy, Kostnice a z Prahy
- z Arles (750 km) – její slavná část Camino Aragonés měří 160 km, Camí San Jaume 600 km
- z Levanty (900 km) – přes Valencii a Zamoru; připojují se k ní cesty z Burgosu a z Madridu (320 km)
- Mozarabská (390 km) – Granady a Méridy, alternativa z Málagy přes Baenu
- Via de la Plata (1000 km) – ze Sevilly
- Portugalská (Camino Portugués) – z Porta (239 km) přes Ponte de Lima; nebo až z Lisabonu
- z Finisterre (87 km) – poloviční vzdálenost, uznává se jen včetně zpáteční cesty přes Muxíu (114 km)
- Anglická (Camino Inglés) (110 km) – z Ferrolu
- Camino del Norte (830 km) – Severní cesta vede podél severního pobřeží Španělska z baskického Irúnu v blízkosti francouzské hranice, prochází městy San Sebastián, Guernika, Bilbao, Santander, Oviedo. Je méně frekventovaná s menším množstvím památek i ubytovacích možností, i v létě zde převládají příjemné teploty
- Camino Primitivo (320 km) – z Ovieda přes Lugo a Melide

## Trasa v Česku

### Česká trasa a její větve
Na českém území se původní ustálenou trasu v celé délce nepodařilo zjistit, ačkoliv i odtud ve středověku poutníci putovali. Přibližně ji vytyčují kostely zasvěcené svatému Jakubovi. Jistý bod býval v Praze a od poloviny 13. století jej vyznačuje chrám sv. Jakuba kláštera minoritů na Starém Městě. Obdobně při hlavní zemské stezce se výchozím místem staly kostely sv. Jakuba v Jihlavě a v Brně.
Klub českých turistů vyznačil českou cestu ve dvou větvích, severní a jižní. První český úsek byl k mezinárodní cestě slavnostně připojen 15. června 2003. Na českém území je Svatojakubská cesta značena většinou jen nenápadným označením I24 v hrotu běžné turistické směrovky, v místech souběhu s jinou mezinárodní trasou (E10 v úseku Zbraslav–Dobříš) mnohdy ani to ne, některé kratší úseky turistické značení nemají. Pouze na některých místech je označení doplněno symbolem mušle a na několika místech jsou speciální informační tabule.
Severní větev je značena od zbraslavského kláštera v Praze přes Karlštejn, Plasy, Stříbro a Kladruby k hraničnímu přechodu Železná a dále na Norimberk a Rothenburg ob der Tauber, kde navazuje Francká svatojakubská cesta.
Jižní větev od Karlštejna pokračuje přes Mníšek pod Brdy, Dobříš, Příbram, Nepomuk, Klatovy a Kdyni na hraniční přechod Všeruby/Eschlkam a dále po Východobavorské svatojakubské cestě směrem na Řezno. Doporučený úsek z vnitřní Prahy značen není.
V květnu 2017 u Zdoňova v okrese Náchod započali členové Spolku českých svatojakubských poutníků Ultreia se značením východočeské větve Svatojakubské cesty. V Broumově se setkají trasy z polských poutních míst Křešov a Vambeřice. Východočeská trasa bude vedena přes Polici nad Metují, Ratibořice, Kuks do Hradce Králové, odkud by měla dále směřovat na Pardubice. Poté by pokračovala přes Kutnou Horu do Vlašimi ke spojení s jihočeskou trasou. Jihočeská trasa odtud vede přes Louňovice pod Blaníkem , Tábor, Týn nad Vltavou, České Budějovice, Český Krumlov až na hraniční přechod Dolní Hraničná CZ/A. Zde navazuje na rakouskou cestu Jakobsweg-Böhmen-Bayern-Tirol.

### Moravskoslezská trasa
Tato 276.5 km dlouhá trasa probíhá územím našich dvou historických zemí, Slezskem a Moravou. Poutníci po ní přichází z Polska, přes Opavu, jakožto slezskou metropoli, Hradec nad Moravicí s kostelem sv. Jakuba, Olomouc na Brno do Mikulova a dále do Rakouska odkud lze pokračovat přes Rakousko dále.
V terénu je trasa vyznačena logem hřebenatky jen částečně, ale celý detailní popis trasy lze najít na stránkách Ulteria.

## Trasa v Polsku
Trasa v Polsku je známá pod názvem Droga świętego Jakuba. Její vytyčování bylo zahájeno v roce 2004 a má celkovou délku cca 6000 km.

## Trasa na Slovensku
První trasa na Slovensku vznikla v roce 2013 z Košic do Levoče. Trasy na Slovensku jsou čtyři.
- Západní z Nitry do Bratislavy
- Severní z Žiliny do Turzovky
- Východní z Košic do Červeného Kláštora
- Střední z Banské Bystrice do Banské Štiavnice

## Další trasy
Trasa vede v Evropě ze států Belgie, Česko, Dánsko, Francie, Chorvatsko, Irsko, Itálie, Maďarsko, Německo, Nizozemsko, Norsko, Litva, Lucembursko, Polsko, Portugalsko, Rakousko, Slovensko, Slovinsko, Spojené království Velká Británie, Španělsko, Švédsko a Švýcarsko.